# Sounds Like a Melody
Sounds Like a Melody ist ein Popsong der Band Alphaville. Geschrieben wurde er von Marian Gold, Bernhard Lloyd und Frank Mertens. Er wurde am 14. Mai 1984 in der „Special Long Version“ als Nachfolger des Nummer-eins-Hits Big in Japan veröffentlicht. Der Song wurde von Andreas Budde produziert, während Wolfgang Loos für zusätzliche Produktion und Programmierung verantwortlich war. Später übernahm die Band den Songtitel als Namen für ihr eigenes Musiklabel.

## Musikalische Beschreibung
Im Text geht es um eine Liebesgeschichte, bei dem ein junger Mann sich im Kino vorstellt, seine Freundin und er würden Teil der Handlung auf der Leinwand werden.
Die musikalische Struktur des Stückes wird von einem arpeggierten Synthesizer-Motiv geprägt, das den Song beginnt und beendet. Die am Ende des Songs hinzukommenden Streicher, die dem Motiv zudem symphonischen Charakter geben, wurden von Wolfgang Loos arrangiert und von einem Ensemble der Deutschen Oper Berlin unter seinem Dirigat eingespielt.
Der Song wurde als “sparkling radio hit” (Anders Wiik, deutsch: „glitzernder Radio-Hit“) bezeichnet. Amazon.com nennt den Song in einem Wortspiel ein “guilty synth pleasure” (David Daley, deutsch: „heimliches Synthesizer-Vergnügen“). Parallelen zum Schaffen von Jean Michel Jarre wurden ebenfalls gezogen.

### Weitere Veröffentlichungen
Die spanische Version des Songs wurde auf rotem Vinyl gepresst. Sounds Like a Melody war auch auf Alphavilles im September 1984 erschienenen Debütalbum Forever Young enthalten. Später erschien es in verschiedenen Versionen auf folgenden Veröffentlichungen der Band:
- First Harvest (Warner, 1992)[13]
- Stark Naked and Absolutely Live (Sounds Like A Melody, 2000) (Liveversion)[14]
- Forever Pop (Warner, 2001) (Staggman Remix)[15]
- Little America (DVD) (Harper & Co., 2001) (Liveversion)[16]

Auf dem 1988 erschienenen Remix-Album The Singles Collection fehlte der Song jedoch.

## Rezeption

### Chartplatzierungen
Sounds Like a Melody wurde eine Nummer eins in Schweden und erreichte Top-Ten-Platzierungen in weiteren europäischen Charts. Sowohl in den deutschen als auch den österreichischen Single-Charts konnte sich Sounds Like a Melody auf Platz 3 platzieren, in den Charts der Schweiz auf Platz 4. In Österreich war der Song sogar erfolgreicher als der weltweite Hit Big In Japan.
Der Song war mit Platz 16 in den deutschen Jahrescharts 1984 nicht so erfolgreich wie sein Vorgänger Big in Japan, der in Deutschland die meistverkaufte Single dieses Jahr war. In den Schweizer Jahrescharts 1984 belegte der Song Platz 15, in Österreich Platz 19.
| ChartsChartplatzierungen | Höchstplatzierung | Wochen/ Monate |
| ------------------------ | ----------------- | -------------- |
| Deutschland (GfK)        | 3 (20 Wo.)        | 20 Wo.         |
| Österreich (Ö3)          | 3 (3 Mt.)         | 3 Mt.          |
| Schweiz (IFPI)           | 4 (14 Wo.)        | 14 Wo.         |

| ChartsJahrescharts (1984) | Platzierung |
| ------------------------- | ----------- |
| Deutschland (GfK)         | 18          |
| Österreich (Ö3)           | 19          |
| Schweiz (IFPI)            | 15          |

### Auszeichnungen für Musikverkäufe
1993 wurde Alphaville in Deutschland eine Goldene Schallplatte für die Single Sounds Like a Melody verliehen.
| Land/Region        | Auszeichnungen für Musikverkäufe (Land/Region, Auszeichnung, Verkäufe) | Verkäufe |
| ------------------ | ---------------------------------------------------------------------- | -------- |
| Deutschland (BVMI) | Gold                                                                   | 250.000  |
| Insgesamt          | 1× Gold ·                                                              | 250.000  |

## Coverversionen
- 1994: Randy Bush[29]
- 2003: Lichtenfels[30]
- 2010: A Life Divided[31]

1993 wurde zudem ein Sample des Originals in Cappellas Song U Got 2 Let The Music verwendet.